# شبه‌جزیره سیاه‌کوه

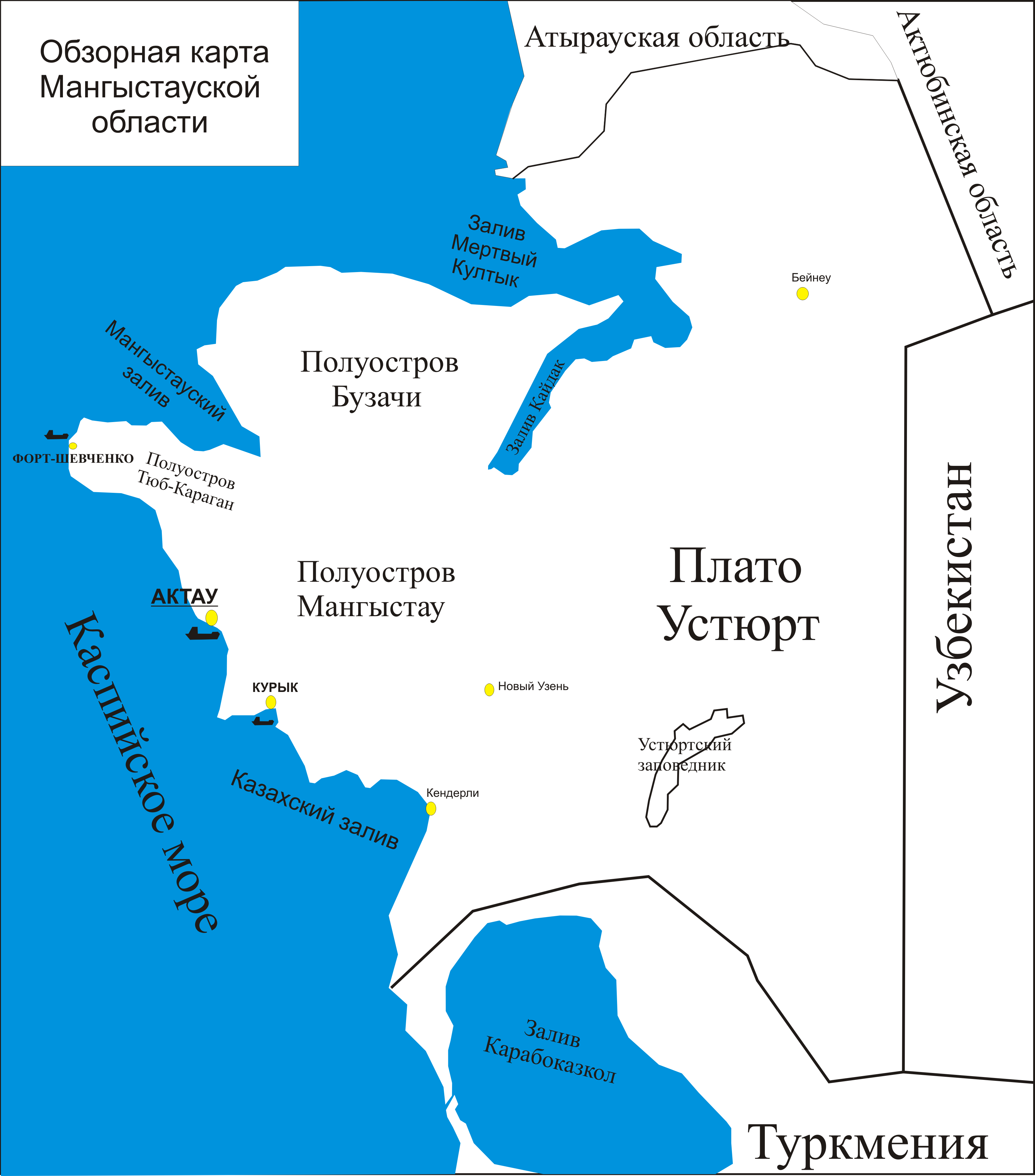
شبه‌جزیره سیاه‌کوه.

شبه‌جزیره سیاه‌کوه (مین‌قشلاق) شبه‌جزیره‌ای است در غرب قزاقستان. این شبه‌جزیره از سوی شمال و غرب به دریای خزر و از شرق به فلات اوست‌یورت محدود شده‌است. سیاه‌کوه جزئی از استان مین‌قشلاق قزاقستان به‌شمار می‌آید.
نام مین‌قشلاق قزاقی و به معنای «هزار زمستانگاه» است و نام این جزیره از قدیم در فارسی «سیاهکوه» بوده‌است.
به‌جز تپه‌های سیاه‌کوه (کاراتاو=قره‌داغ) بقیه اراضی این شبه‌جزیره زیر سطح دریاهای آزاد قرار دارند. گودی «باتیر» (بهادُر) ۱۳۰ متر زیر سطح دریا قرار گرفته‌است. در این شبه‌جزیره نفت، منگنز و زغالسنگ یافت می‌شود.

## پیشینه
دزدی دریایی قبایل ترکمن در شرق دریای خزر که از سده چهارم قمری/دهم میلادی با تاراج کشتی‌ها در شبه‌جزیره سیاه‌کوه آغاز شده بود در سده دوازده قمری/ هیجده میلادی به اوج خود رسید. منطقه اصلی این دزدان دریایی بعدها در نزدیکی سواحل صخره‌ای دماغه چله‌کن متمرکز شد.
تعداد بسیاری از قزاق‌ها در سال‌های ۱۳۰۷ تا ۱۳۱۵ به دلیل فشار استالین از شبه‌جزیره سیاه‌کوه از مرزهای شمالی ایران و با گذشتن از سختی‌های درگیری با عشایر ترکمن ترکمنستان وارد خاک ایران شدند. مهاجرت قزاق‌ها پس از آن نیز ادامه پیدا کرد. آن‌ها بیشتر در سه شهر گرگان، گنبد و بندرترکمن ساکن شدند و در هر سه شهر محل اصلی اقامت آن‌ها «قزاق‌محله» نام دارد.

## شهرهای شبه‌جزیره

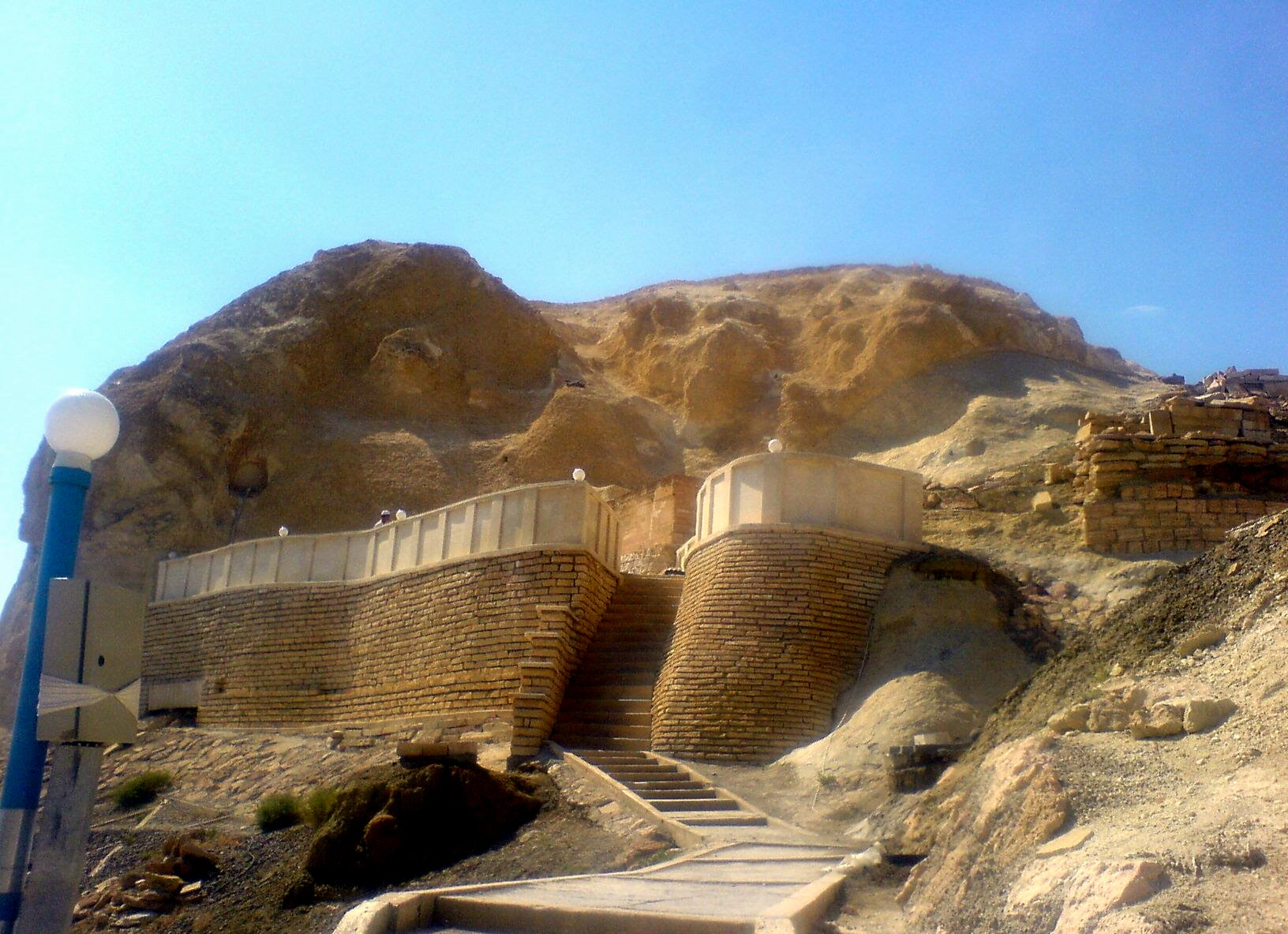
مسجد زیرزمینی بَکَت‌آتا در سیاه‌کوه.

- آکتاو (آق‌داغ، شِفچنکو) (Шевченко)
- بینو (Бейнеу)
- اوزن (Узень)
- مین‌قشلاق (منقیستاو) (Мангышлак)
- ژتی‌بای (یدی‌بای) (Жетыбай)
- فورت شفچنکو (Форт-Шевченко)
- شه‌تپه (Шетпе)
- ارالیوو (Ералиево)
- تاوچیک (Таучик)
- باوتینو (Баутино)
- آق‌شُکر (Акшукур)